# ألان هنري
ألان هنري (بالإنجليزية: Alan Henry)‏ هو صحفي ومهندس بريطاني، ولد في 9 يونيو 1947، وتوفي في 5 مارس 2016.